# Martha Elisabeth Zitter

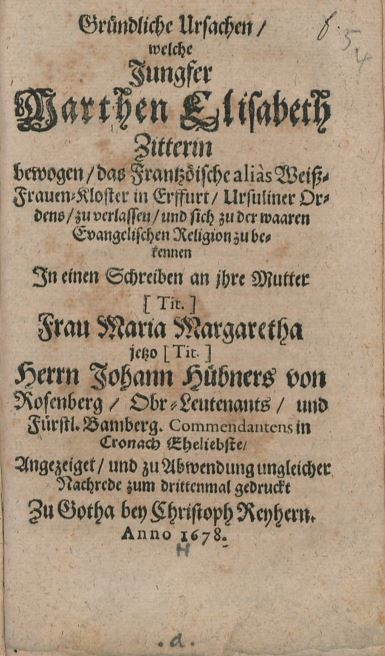
Erste Seite des von Zitter verfassten Pamphlets anlässlich ihrer Konversion zum evangelisch-lutheranischen Glauben.

Martha Elisabeth Zitter (* 13. August 1655 in Kronach) war eine fränkische Autorin religiöser Streit- und Konversionsschriften. Im Jahre 1678 konvertierte sie innerhalb von drei Monaten vom katholischen zum evangelisch-lutheranischen Glauben und zurück. Ihre Konversionen begründete sie in religiösen Pamphleten.

## Leben
Martha Elisabeth Zitter ging um 1670 ins Erfurter Weißfrauenkloster der Ursulerinnen. Dort sollte Martha Elisabeth auf Wunsch ihrer Mutter Maria Margarethe Zitter (später Hübner von Rosenberg) die französische und lateinische Sprache, musische Fächer und Umgangsformen lernen. Nachdem sie 14 Tage im Kloster zur Miete gelebt hatte, trat sie ins Noviziat über.
Am 1. Januar 1678 floh Zitter über das Dach aus dem Erfurter Kloster und wurde von Bürgerinnen und Bürger der Stadt versteckt. Im Februar 1678 ging sie nach Gotha, wo ihr Herzog Friedrich I. von Sachsen-Gotha-Altenburg Unterkunft und Schutz bot. Wenige Tage später wurde sie in den fürstlichen Hof aufgenommen und konvertierte zum evangelisch-lutheranischen Glauben.
Im Mai 1678 floh sie während einer Reise des Hofes nach Coburg erneut und kehrte zum katholischen Glauben zurück. Darauf trat sie in das St.-Ursula-Kloster in Kitzingen ein, wo sie bis zu ihrem Tod lebte.

## Werk
1678 veröffentlichte Martha Elisabeth Zitter in Gotha ein an ihre Mutter adressiertes Pamphlet, in dem sie die Gründe für ihre Abkehr vom Katholizismus darlegt. Darin kritisierte sie, dass katholische Praktiken wie der Ablasshandel, die Geisselung oder die Anbetung von Heiligen keine Grundlage in der Bibel haben und deswegen unchristlich seien. Des Weiteren beschreibt Zitter, dass das Klosterleben in Erfurt den eigenen Ordensregeln widerspreche und von Verleumdungen, Zwängen und üblen Nachreden geprägt sei.
Der Text stieß auf großes öffentliches Interesse und wurde in Jena mindestens fünf Mal aufgelegt. 1678 soll Zitter nach der erneuten Konversion zum Katholizismus gestanden haben, dass nicht sie, sondern der lutherische Theologe Hieronymus Brückner das Pamphlet geschrieben habe. Bis heute wird Zitters Text als Dokument einer detaillierten Argumentation für den protestantischen Glauben und seinen Ansichten im Vergleich zu denen des Katholizismus verwendet.
Nach ihrer erneuten Konversion schrieb Zitter im Mai oder Juni 1678 ein zweites Pamphlet, in dem sie ihre Vorwürfe an die katholische Kirche widerruft, ihr schlechtes Gewissen beteuert und um Gnade für ihre „Gottlosigkeit“ bittet. Der Text enthält auch ein von Zitter verfasstes geistliches Lied mit dem Titel „Herzliche Erklärung meiner zu Jesu tragenden innbrüstigen Lieb“.
Als Reaktion auf dieses zweite Pamphlet von Zitter verfasste Hieronymus Brückner eine Streitschrift, in der er die Argumente Zitters widerlegt.

## Schriften
- Martha Elisabeth Zitter: Gründliche Ursachen / welche Jungferin Marthen Elisabeth Zitterin bewogen / das Frantzöische alias Weiß-Frauen-Kloster in Erffurt / Ursuliner Ordens / zu verlassen / und sich zu der waaren Evangelischen Religion zu bekennen. Hrsg. Christoph Renhern. Gotha 1678 (online).
- Martha Elisabeth Zitter: Gründliche Vorstellung Der Heiligen Römisch-Catholischen Lehr von dem Geistlichen Stand, und dessen Gelübden; Verdienst der guten Werck; Anruffung der Heiligen; Ablaß; Beicht; Fegfewer; und Hochheiligstem Sacrament deß Altars: Oder Aufferwachtes Gewissen Und Wahrhaffte Ursachen Welche mich Schwester Marthen Elisabeth von Jesu bewogen Von dem Lutherthumb und Hof-Leben Zu der H. Catholischen Kirchen under die Clösterliche Zucht widerumb zuruck zu tretten. Hrsg. Johann Elias Höffling. Bamberg 1678 (online).